# Reżinci
Reżinci (bułg. Режинци) – wieś w Bułgarii, w obwodzie Kiustendił, w gminie Kiustendił. W miejscowości pozostał tylko jeden człowiek.